# Кира (Япония)
Кира (яп. 吉良町 Кира-тё:) — бывший посёлок в Японии, находившийся в уезде Хадзу префектуры Айти. 1 апреля 2011 вошёл в состав города Нисио.

## Географическое положение
Посёлок был расположен на острове Хонсю в префектуре Айти региона Тюбу. С ним граничали город Нисио и посёлки Иссики, Хадзу, Кота. Площадь составляла 35,98 км².

## Население
Население посёлка составляло 22 385 человек (1 мая 2010), а плотность — 622,15 чел./км². Изменение численности населения с 1980 по 2005 годы:
| 1980 | 20 827 чел. |  |
| 1985 | 21 574 чел. |  |
| 1990 | 21 785 чел. |  |
| 1995 | 21 806 чел. |  |
| 2000 | 21 656 чел. |  |
| 2005 | 22 041 чел. |  |

## Символика
Деревом посёлка считалась Paulownia tomentosa, цветком — рододендрон.